# جامعة الإمام الأوزاعي الإسلامية
جامعة الإمام الأوزاعي الإسلاميَّة، أو جامعة الإمام الأوزاعي اختصارًا، هي إحدى جامعات لُبنان الخاصة المُعترف بها من قبل الدولة اللُبنانية، وهي تتمركز في بيروت. تأسست كجامعة فعلية سنة 1979م أيام الحرب الأهلية اللبنانية. تُعنى بالدراسات الإسلامية في المقام الأول.

## من أساتذتها
- حسان حلاق
- محمد سهيل طقوش